# Centaurothamnus maximus
Centaurothamnus es un género monotípico de plantas con flores de la familia de las asteráceas. Incluye una sola especie: Centaurothamnus maximus (Forssk.) Wagenitz & Dittrich. Es originaria de Yemen y Arabia Saudita.

## Taxonomía
Centaurothamnus maximus fue descrita por (Forssk.) Wagenitz & Dittrich  y publicado en Candollea 37(1): 111 (1982).